# Ana María López Colomé
Ana María López Colomé (* 27. September 1944 in Mexiko) ist eine mexikanische Biochemikerin und Hochschullehrerin. Sie ist Professorin an der Fakultät für Naturwissenschaften der Nationalen Autonomen Universität von Mexiko (UNAM) und Gründerin der Forschungseinheit der Stiftung Conde de Valenciana. Sie ist Expertin für molekulare Neuropathologie, insbesondere für Netzhautzellen.

## Leben und Werk
Colomé studierte an der Fakultät für Chemie der UNAM, wo sie 1967 einen Bachelor-Abschluss in Biologie mit Auszeichnung erwarb. 1976 erwarb sie an der Fakultät für Naturwissenschaften einen Master-Abschluss in chemischen Wissenschaften und promovierte 1983 in chemischen Wissenschaften.

## Forschung
Colomé war Leiterin der Abteilung für Biochemie an der medizinischen Fakultät und Forscherin am Institut für Zellphysiologie der Nationalen Autonomen Universität von Mexiko.
Colomé war eine Pionierin beim Nachweis der aktiven Rolle der retinalen Glia bei der Regulierung der erregenden synaptischen Übertragung in diesem Gewebe durch funktionelle Glutamatrezeptoren. Sie hat die Beteiligung von Glutamat an der morphologischen und physiologischen Transformation der Zellen des retinalen pigmentierten Epithels nachgewiesen, die für die proliferative Vitreoretinopathie beim Menschen charakteristisch sind. Diese Erkrankung führt zur Erblindung und ist die Ursache für das Versagen von 10–20 % der Netzhautoperationen.
Ihre Studien umfassen die Charakterisierung von Rezeptoren, Transportern, zweiten und dritten Botenstoffen und Transkriptionsfaktoren sowie das Klonen und die Expression von Genen in retinalen Neuronen und Gliazellen. Gleichzeitig analysierte sie die Funktion von Glutamat im Pigmentepithel der Netzhaut und dessen Einfluss auf die Entwicklung von Pathologien, die zur Erblindung führen.
Sie charakterisierte die molekularen Mechanismen, die die Expression und den Aufbau von Glutamatrezeptoren in der Netzhaut steuern. Sie zeigte, dass diese sich aufgrund der unterschiedlichen Expression und posttranskriptionellen Modifikation der Untereinheiten strukturell und funktionell von den Rezeptoren des Zentralnervensystems unterscheiden, die sie bilden. Diese Erkenntnisse ermöglichen die Entwicklung spezifischer Schutzmedikamente für Netzhautneuronen.
Colomé hat 73 Veröffentlichungen in internationalen und nationalen Fachzeitschriften, 13 Kapitel in Fachbüchern und mehr als 100 Vorträge auf nationalen und internationalen Kongressen veröffentlicht.
Sie ist Mitglied des Redaktionsausschusses des Journal of Neuroscience Research and Molecules und Regionalherausgeberin der Zeitschrift Molecules mit Sitz in Basel.
Colomé ist verwitwet und hat einen Sohn und eine Tochter.

## Auszeichnungen (Auswahl)
- 1985: Hartley Award, University of Southampton
- 1985: Gabino Barreda-Medaille, UNAM[7][9]
- 2002: erhielt als erste Mexikanerin den UNESCO-L’Oréal-Preis[10][11][12]
- 2002: UNAM-Preis

## Veröffentlichungen (Auswahl)
- mit Arturo Ortega, Mónica Romo-De-Vivar: Excitatory amino acid-induced phosphoinositide hydrolysis in Müller glia. GLIA Volume 9, Issue 2, 1993, S. 127–135, doi:10.1002/glia.440090206
- mit M. I. González, A. Ortega: Sodium-dependent glutamate transport in Miillcr glial cells: regulation by phorbol esters. Brain Res. 831, 1999, S. 140–145.
- mit T. López, A. Ortega: Ampa/ka receptor expression in radial glia. Neuroreport 5, 1994, S. 504–506.
- Amino acids as excitatory transmitters in the retina. Neuroreport 6, 1986, S. 143–157.
- mit Irene Lee-Rivera, Edith Lopez: Diversification of PAR signaling through receptor crosstalk. Cell Mol Biol Lett 27 (1), 2022.
- mit I. Lee-Rivera, R. Benavides-Hidalgo, E. López: Paxillin: a crossroad in pathological cell migration. Journal of Hematology & Oncology, 10(1), 2017. doi:10.1186/s13045-017-0418-y